# Sony Xperia M5
Sony Xperia  M5是一款由索尼製造，於2015年8月3日和Xperia C5 Ultra共同發表的手機。市場設定為中階機種，擁有不錯的防水性能（因為其主打防水性能又稱水水機） 。另外，還有雙卡版本Sony Xperia  M5 dual。

## 設計特點
- IP65/68防水及防塵
- 2150 萬畫素0.25 秒混合式自動對焦

## 顏色
顏色包括：
| 顏色 | 名稱 | 英語  | 備註 |
| ---- | ---- | ----- | ---- |
|      | 黑色 | Black |      |
|      | 白色 | White |      |
|      | 金色 | Gold  |      |